# Nothing from Nothing (EP Ayumi Hamasaki)
Nothing from Nothing è il primo EP della cantante giapponese Ayumi Hamasaki (sotto il nome "AYUMI"), pubblicato dalla Nippon Columbia il 1º dicembre 1995. L'album non riuscì ad entrare in classifica, e l'etichetta discografica rescisse il contratto con la cantante. In seguito al successo da lei ottenuto dopo il 1999, l'album (che nel frattempo è uscito dal catalogo) è diventato una rarità per collezionisti.

## Tracce
1. Nothing from Nothing (single version) (Dohzi-T, Kazuo Ishijima)
2. Limit (Ayumi Hamasaki, Kazuo Ishijima)
3. Paper Doll (Dohzi-T, Kazuo Ishijima)
4. Gut it-pez (Dohzi-T, Kazuo Ishijima)
5. Nothing from Nothing (album version) (Dohzi-T, Kazuo Ishijima)

Bonus Tracks
1. Nothing from Nothing (Original Karaoke) (musica: Kazuo Ishijima)

Singolo
1. Nothing from Nothing
2. Paper Doll
3. Nothing from Nothing (Original Karaoke)

## Date di pubblicazione
| Nazione  | Data             | Formato | Etichetta       | Catalogo   |
| -------- | ---------------- | ------- | --------------- | ---------- |
| Giappone | 1º dicembre 1995 | CD      | Nippon Columbia | COCA-13057 |